# اوکوبامبا
اوکوبامبا (به اسپانیایی: Ocobamba) یک کوه در پرو است که در Peru, Cusco Region واقع شده‌است. اوکوبامبا ۵٬۱۲۶ متر بالاتر از سطح دریا واقع شده‌است.